# Église Saint-Laurent de Magalas
L'église Saint-Laurent est une église partiellement romane située à Magalas dans le département français de l'Hérault en région Occitanie.

## Historique

### Édification et transformations
Un ancien lieu de culte existait probablement à l'emplacement de cette église au temps des Romains puis des Wisigoths.
L'église romane est construite durant la seconde moitié du XIIe siècle,. Elle n'est alors que la chapelle du château de Magalas,, un castrum qui apparaît sous le nom de Magalatium castrum en 1134 dans le Livre noir (cartulaire de la cathédrale Saint-Nazaire-et-Saint-Celse de Béziers), en 1160 dans le cartulaire de l'abbaye d'Aniane, en 1216 dans une bulle du pape Honorius III et en 1228 dans le cartulaire du chapitre épiscopal d'Agde,. La chapelle devient l'église paroissiale en 1270 : elle est mentionnée en 1271 sous le nom d'Ecclesia de Magalacio et dépend alors du chapitre de la cathédrale Saint-Nazaire de Béziers.
En novembre 1649, un incendie ravage la sacristie de l'église et détruit les titres et registres de la communauté locale.
L'église subit ensuite des transformations aux XVe, XVIIe, XIXe et XXe siècles,.

### Le Petit Baigneur
En 1967, l'église Saint-Laurent et quelques rues du village de Magalas ont servi de lieu de tournage au film Le Petit Baigneur de Robert Dhéry avec Louis de Funès,.
À l'origine du tournage de la scène culte de l'abbé Castagnier (Jacques Legras) prêchant depuis la chaire de vérité délabrée de « Notre-Dame-des-Courants-d'air », on trouve l'amitié qui lie le metteur en scène Robert Dhéry au curé de la paroisse de Magalas, Lucien Larroudé, mais aussi le fait que l'église a été choisie pour son aspect délabré.
Des Magalassiens ont servi de figurants, et des anciens du village se souviennent d'avoir croisé Louis de Funès et Michel Galabru.
La chaire de vérité en bois utilisée dans le film n'est pas la chaire d'origine (« en pierre et ornée de deux bandes sculptées à jour en ornements ») qui était mentionnée vers 1825 par Jean Marie Amelin dans son Guide du voyageur - Département de l'Hérault, et qui était probablement encore celle représentée sur une carte postale des années 1900.

### La restauration de l'église payée parLe Petit Baigneur?
La légende veut que la rénovation de l'église, qui tombait en ruine, aurait été financée par le tournage du film Le Petit Baigneur mais la réalité est fort différente.
Le metteur en scène a bien fait un don d'environ 10 000 francs mais ce montant était loin d'être suffisant pour financer la totalité des travaux.
Entre 1970 et 1975, la mairie a en effet emprunté un total de 500 000 francs à la Caisse d'épargne, montant auquel il faut ajouter les subventions de l'État et la participation des fidèles.
La restauration, qui a donné à l'église un lustre nouveau, a été menée de 1972 à 1974 et a porté sur la réparation du chœur fissuré, de l'arc triomphal et de ses piliers, la restauration de la chaire de vérité et du porche, la commande de vitraux auprès de l'artiste Millon, la pose d'un carrelage, l'installation d'un autel en pierre, la réfection de l'électricité et de l'éclairage et, enfin, l'installation d'un chauffage et d'un système de sonorisation.

## Statut patrimonial
Une première inscription aux monuments historiques effectuée le 27 octobre 1939 ne concernait que le porche roman et la porte en bois. Cette inscription est remplacée le 16 novembre 1984 par une autre concernant l'église dans son ensemble.

## Architecture

### Architecture extérieure

#### Façade occidentale et clocher
L'église présente à l'ouest une façade construite au XIIe siècle[source insuffisante]. Elle « se distingue par la qualité de son parement beige clair. Les moellons, débités dans du calcaire coquillier, ont été minutieusement ciselés et assemblés à joints très fins avec un minimum de mortier ».
Cette façade est percée au rez-de-chaussée d'un portail roman. Juste au-dessus du porche qui abrite le portail, la façade est percée par un couple de baies cintrées géminées qui ont perdu la colonne qui les séparait et, juste au-dessus, une baie cintrée à ébrasement profond.
Elle est sommée d'un clocher-mur portant l'horloge et percé de deux hautes baies campanaires sans abat-sons.

Façade occidentale et clocher
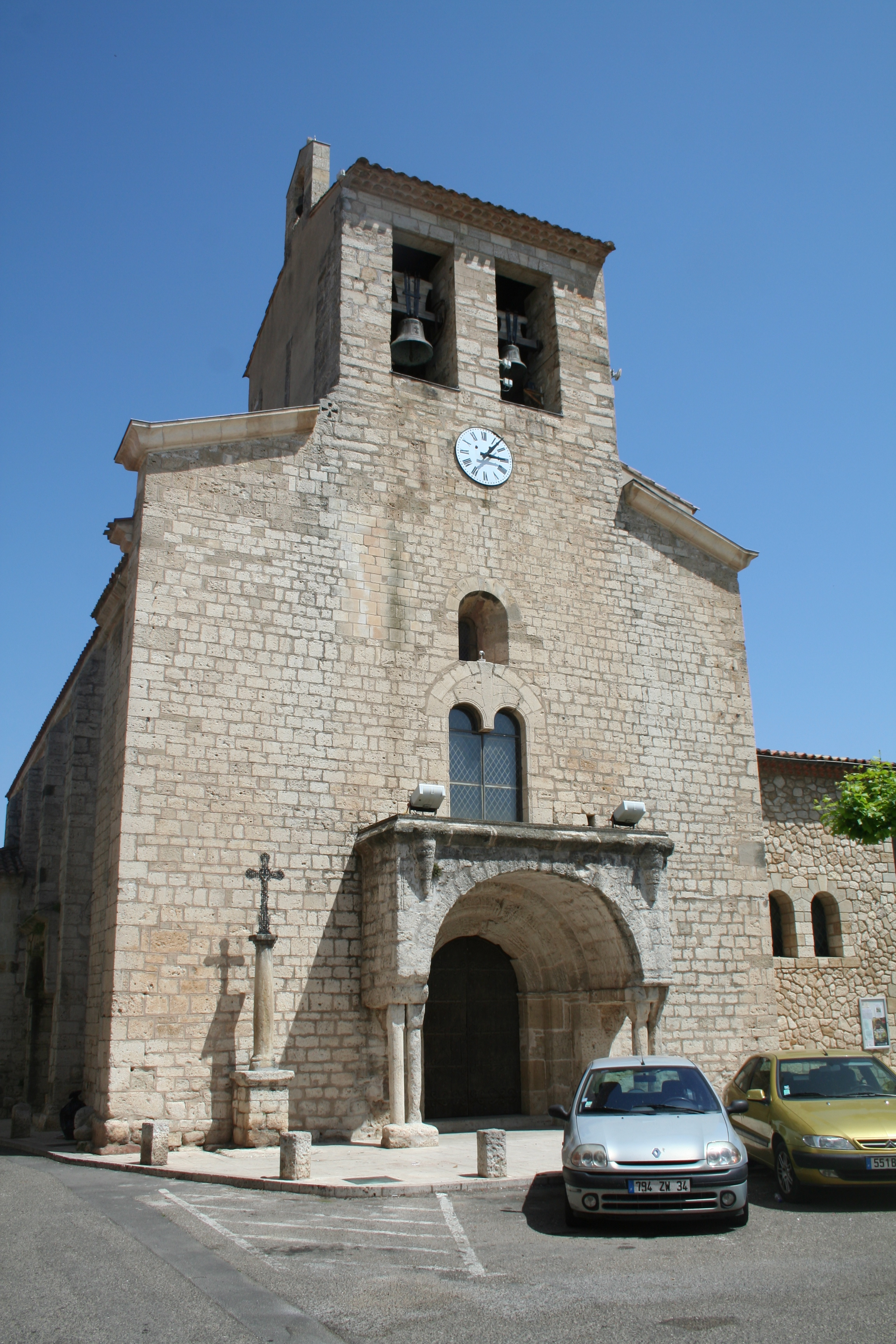
La façade.
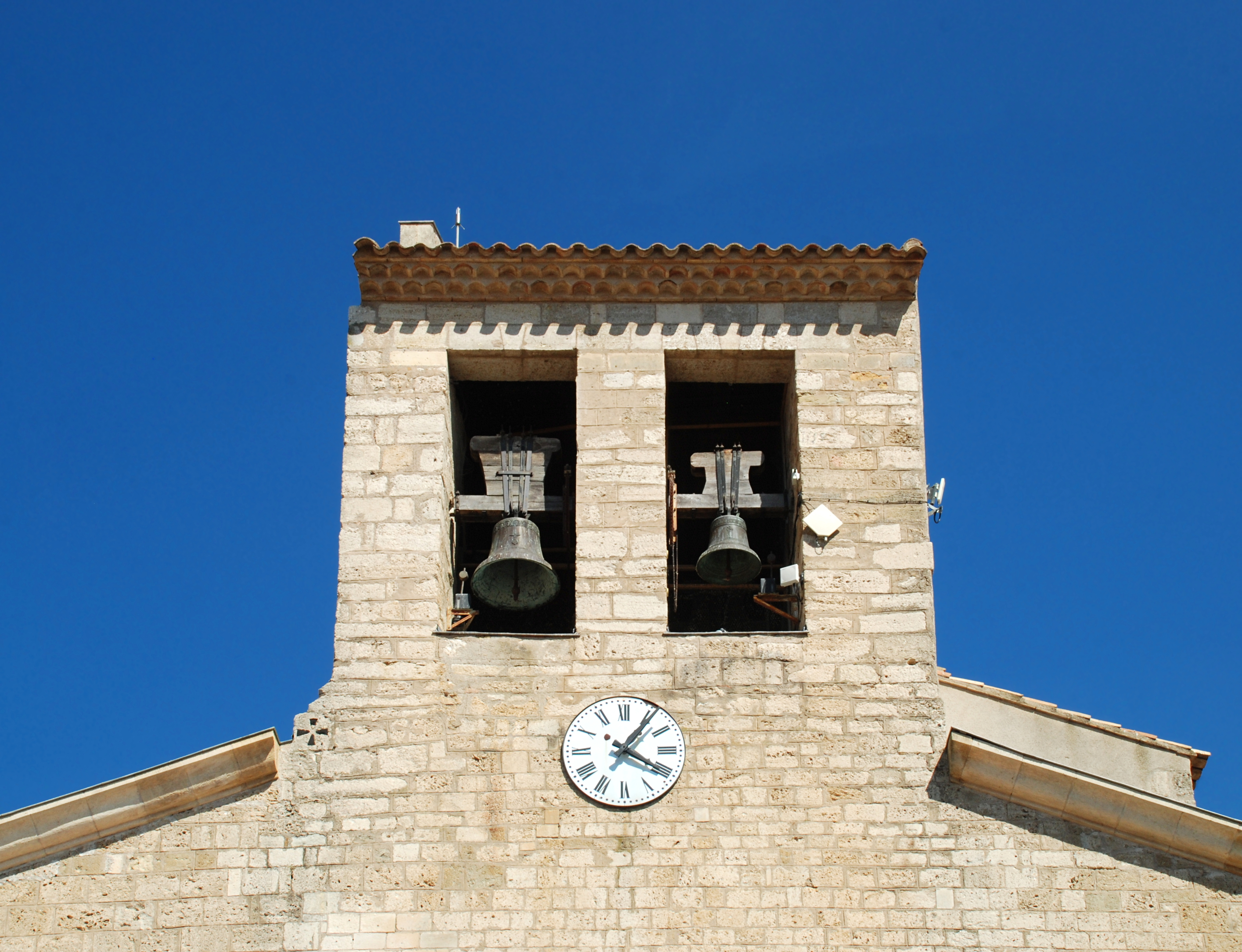
Le clocher-mur.
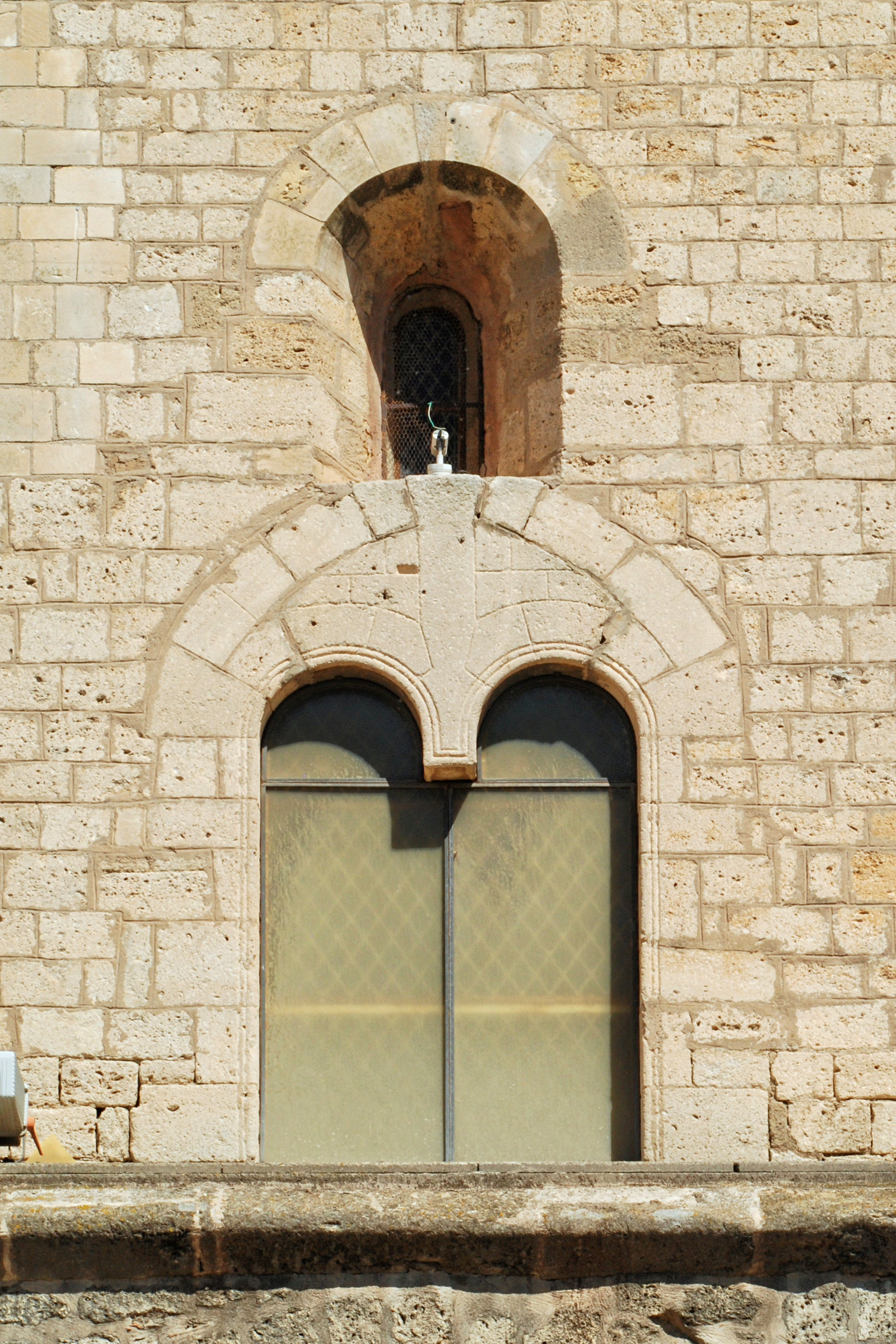
Baies.

#### Portail et porche roman
La façade est percée d'un portail roman en plein cintre à double ressaut édifié en pierre de taille de belle facture assemblée en grand appareil. Ce portail est composé de piédroits à impostes supportant une archivolte à triple voussure. Il est protégé par un porche en forme de baldaquin supporté de part et d'autre par une paire de colonnes géminées en calcaire coquillier dont les chapiteaux sont très dégradés.
Situé à gauche, l'un des chapiteaux semble représenter des feuilles d'acanthe très érodées, tandis que son équivalent à droite représente probablement une sirène. Le porche est surmonté d'une corniche de pierre en forte saillie. À gauche du porche se dresse une colonne de pierre qui porte une croix en fer forgé.

Le porche roman
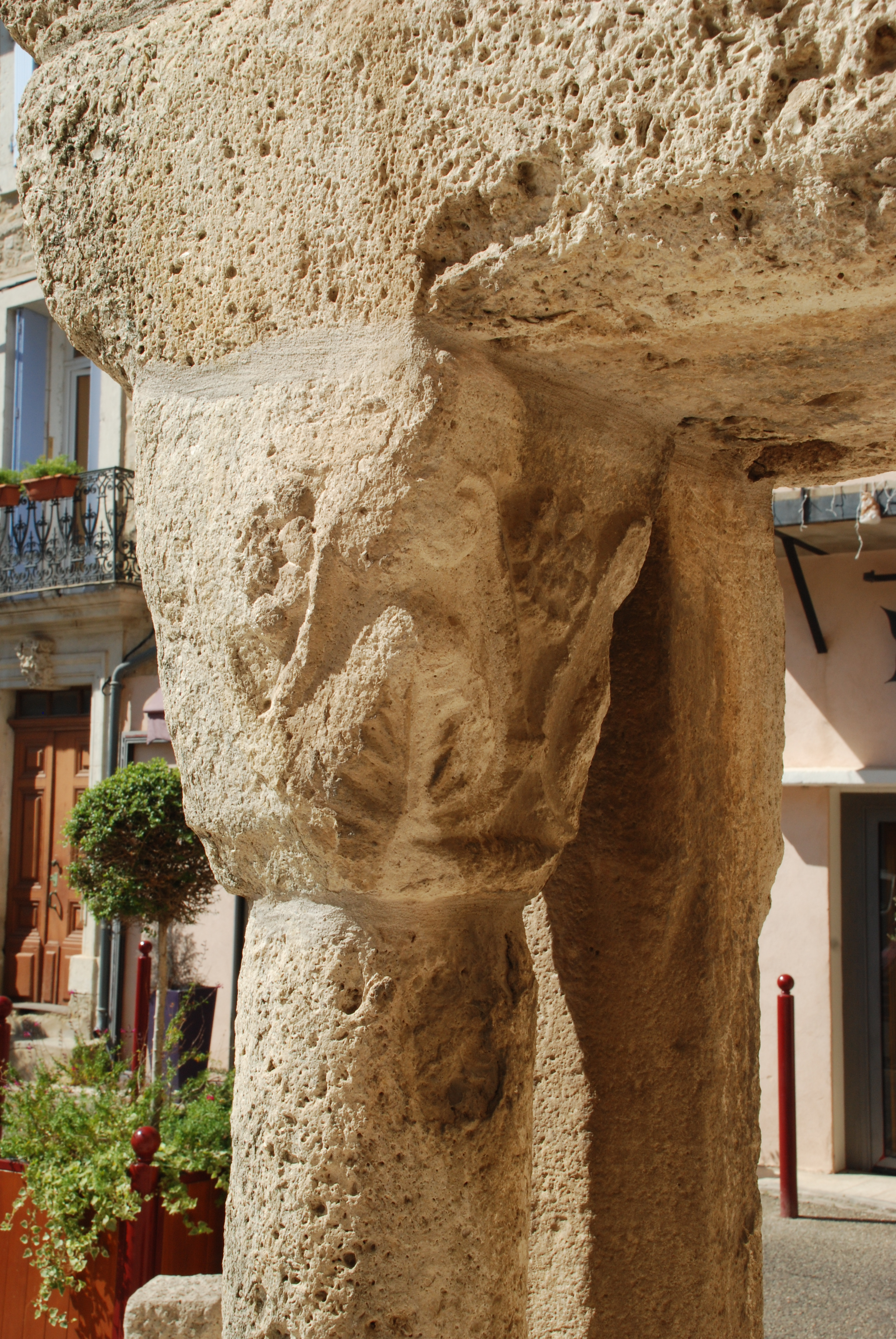
Chapiteau à gauche (feuilles d'acanthe).
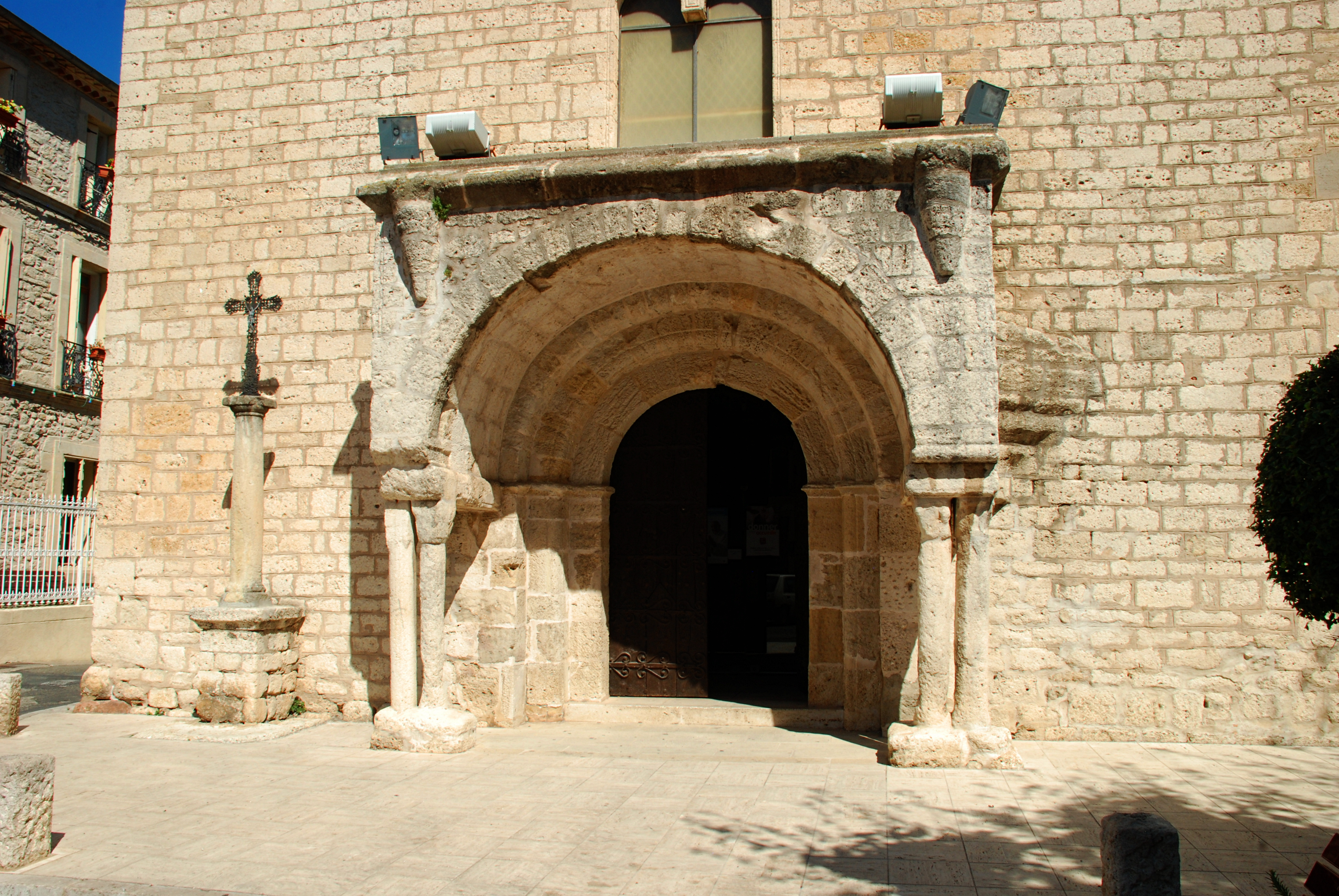
Le porche roman.
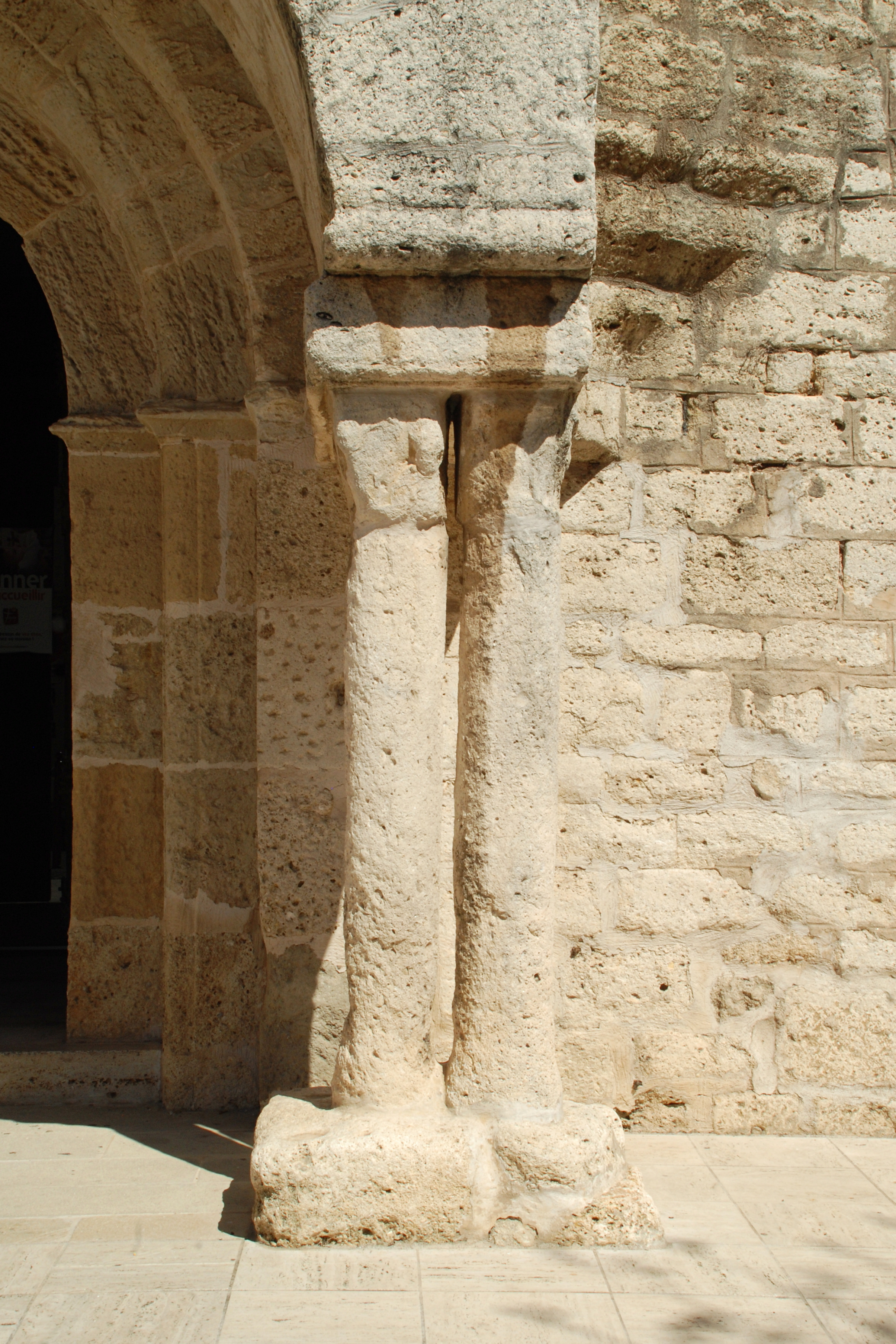
Colonnes géminées.
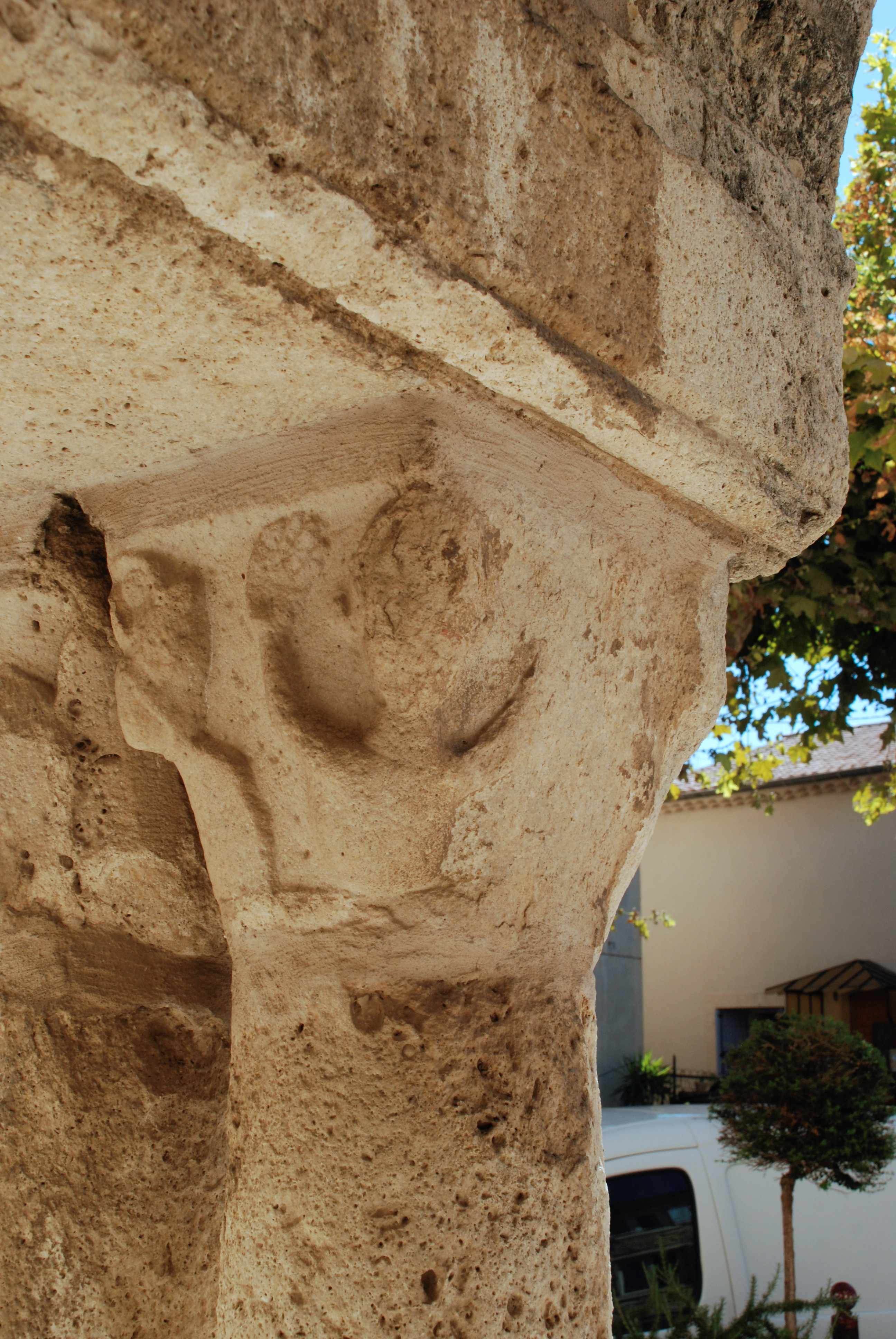
Chapiteau à droite (sirène).

#### Façades latérales et chevet
La façade septentrionale, rythmée par plusieurs contreforts, est percée d'une petite porte à arc surbaissé et surmontée d'un petit clocheton perpendiculaire au clocher-mur occidental.
Au pied de cette façade, se trouvent deux anciennes pierres de pesée, qui servaient à mesurer la quantité de céréales que les paysans devaient payer aux propriétaires des terres qu'ils cultivaient, en l'occurrence l'église de Magalas qui possédait les terres autour du village,,. Au-dessus de ces mesures à grains, deux pierres funéraires sont encastrées dans la maçonnerie : la plus grande mentionne l'année 1180 tandis que l'autre est illisible. Ces pierres témoignent de la présence de sépultures autour de l'église à l'époque où le cimetière occupait l'actuelle place publique,.
À l'est, l'église se termine par un chevet constitué d'une abside de plan heptagonal sans fenêtres, flanquée d'une chapelle au sud.

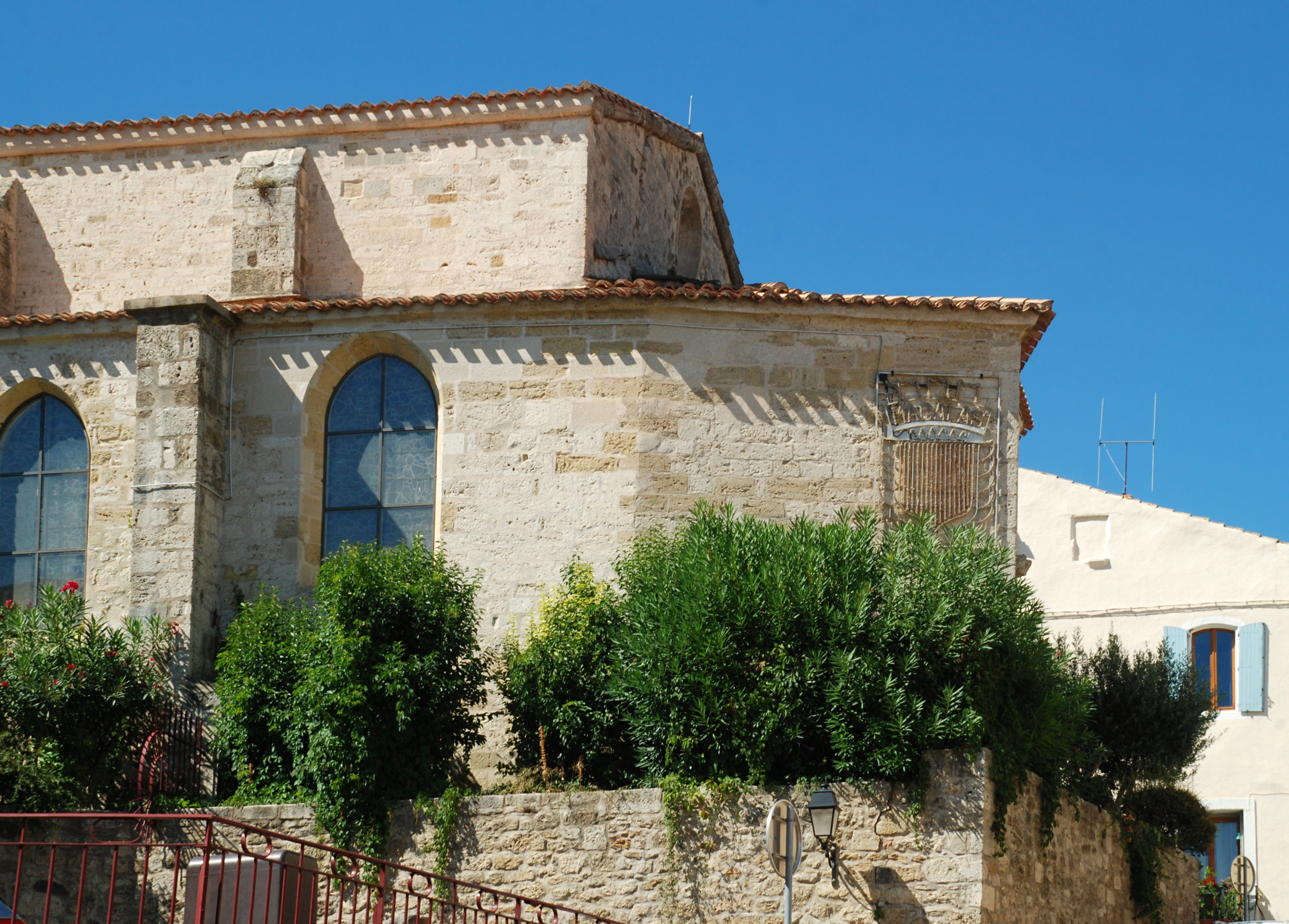
Chapelle adossée à l'abside.
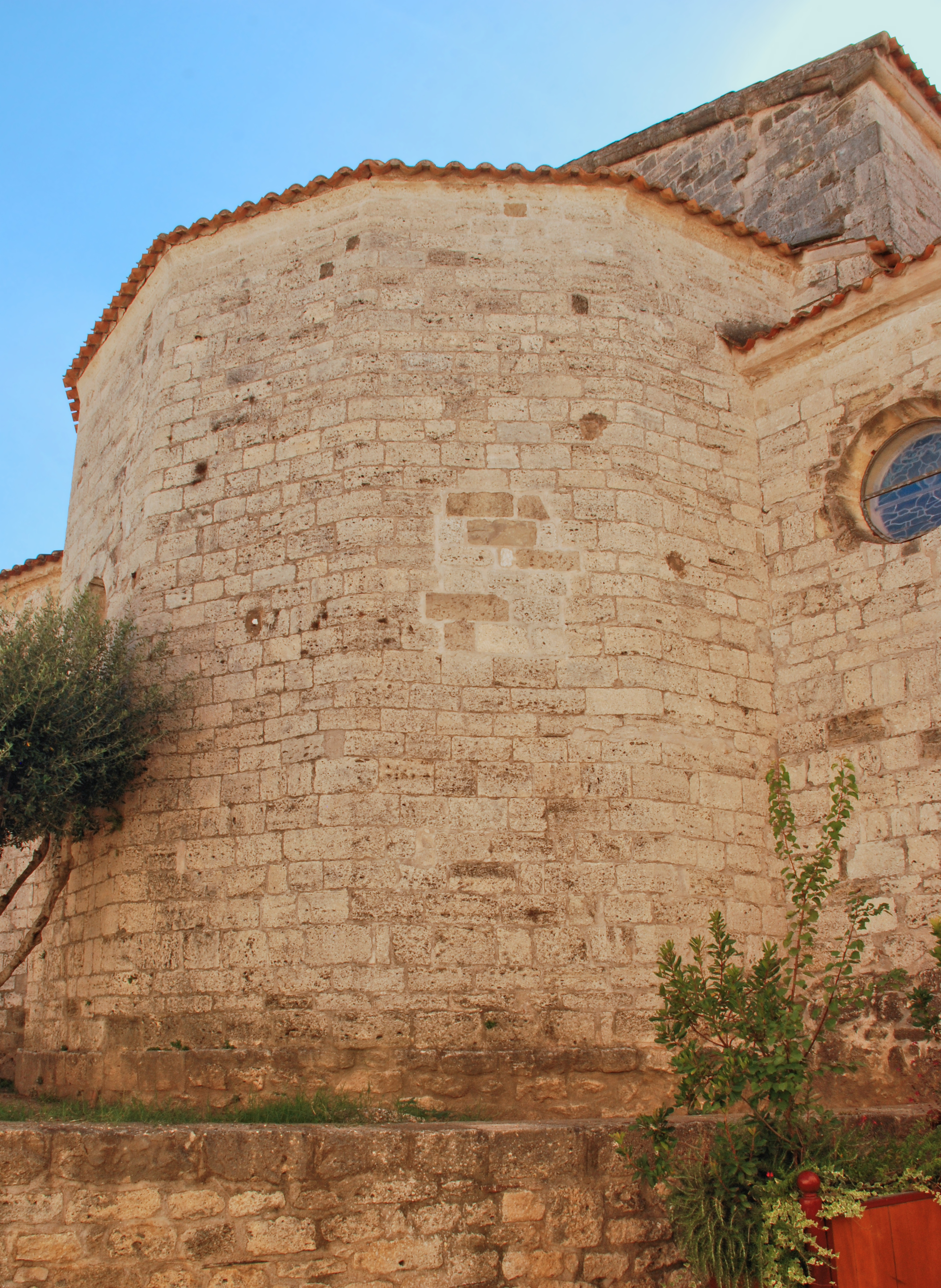
Abside heptagonale.
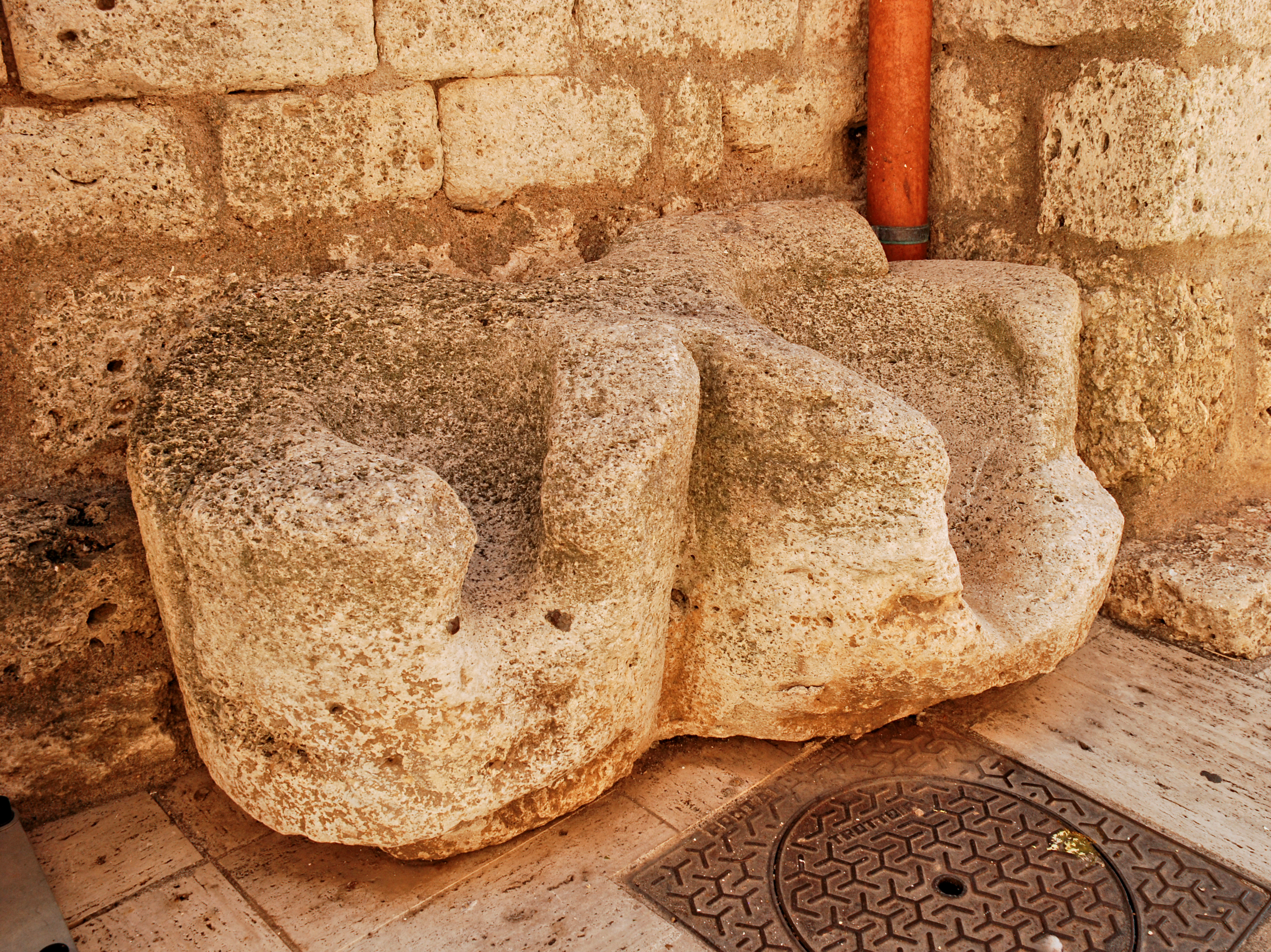
Anciennes pierres de pesée.

### Architecture intérieure
L'édifice est une église à nef unique comptant cinq travées et une longueur de 28 mètres,. La nef est couverte d'une voûte en berceau brisé soutenue par des arcs-doubleaux retombant sur des pilastres terminés par des impostes reliées entre elles par une corniche qui court le long du mur.
Des chapelles de style gothique ont été accolées à la nef au nord et au sud,.
Certains arcs retombent sur des culs-de-lampe représentant des sirènes, des griffons ou d'autres animaux fantastiques.

L'intérieur
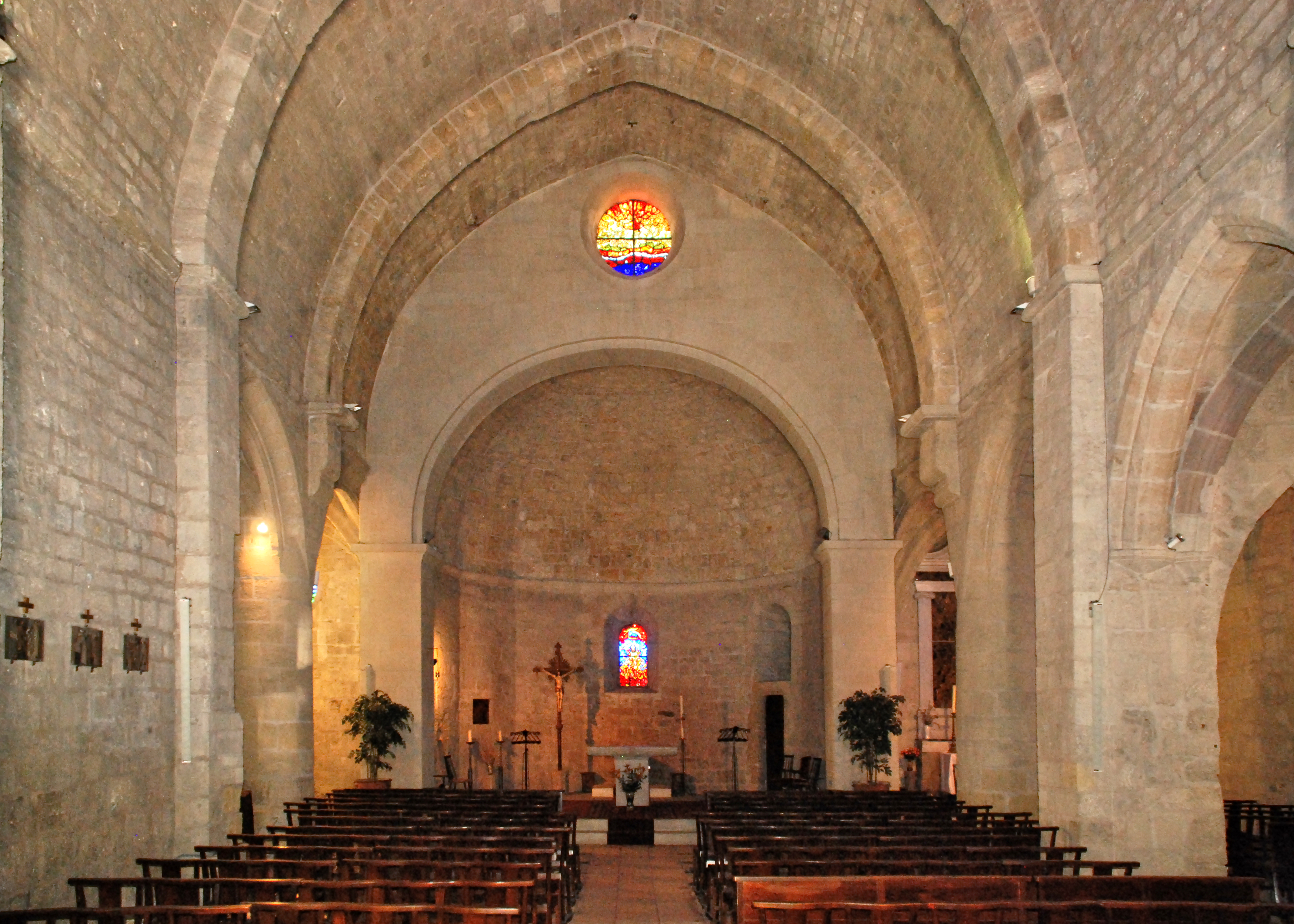
Le chœur.
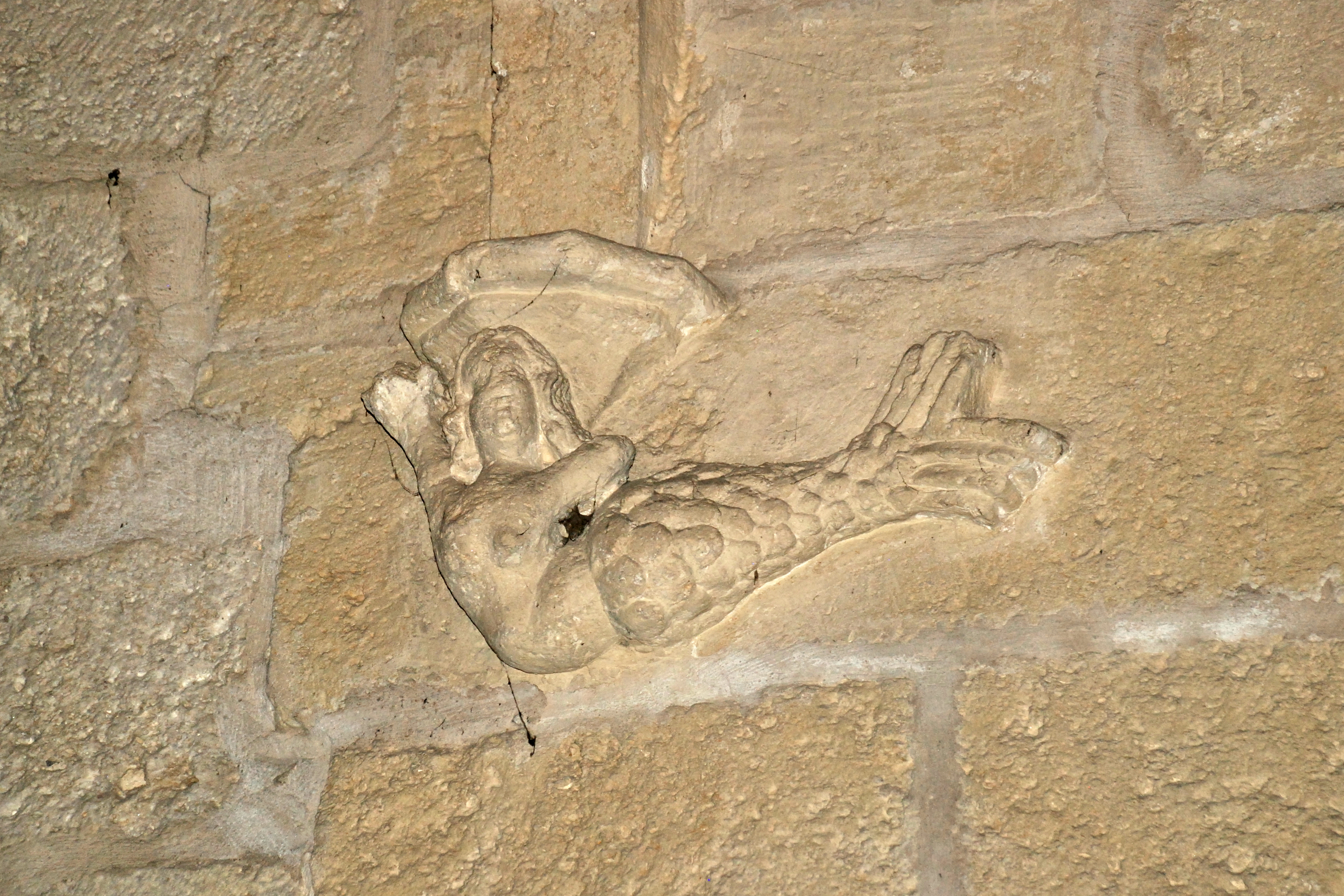
Cul-de-lampe orné d'une sirène.
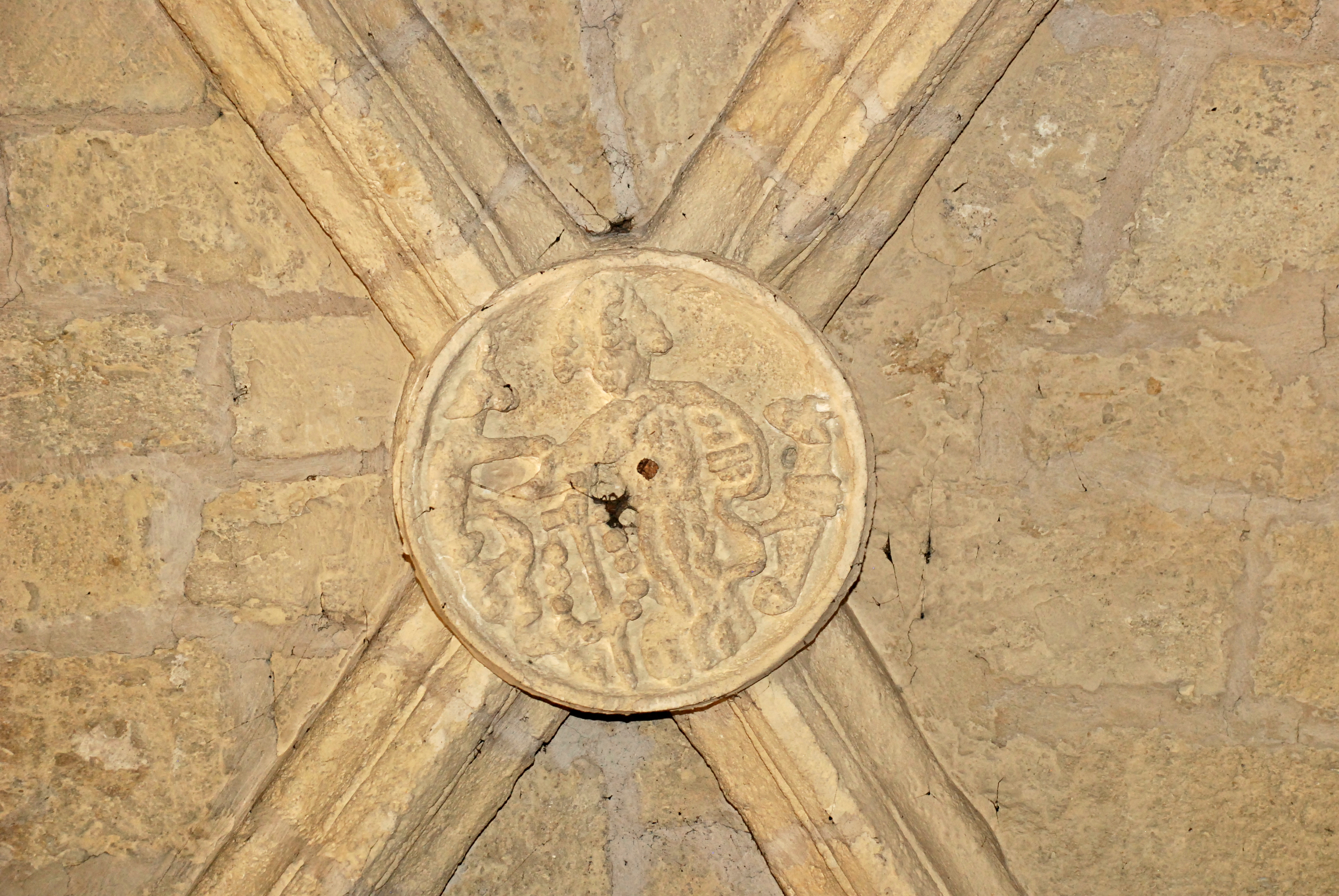
Clé de voûte.